# Ercole Olgeni
Ercole Olgeni (Venècia, 11 de desembre de 1883 - Venècia, 14 de juliol de 1947) va ser un remer italià que va competir a començaments del segle xx.
El 1920 va prendre part en els Jocs Olímpics d'Anvers, on guanyà la medalla d'or en la competició del dos amb timoner del programa de rem, formant equip amb Giovanni Scatturin i Guido De Filip.
Quatre anys més tard, als Jocs de París, guanyà la medalla de plata en la competició del dos amb timoner del programa de rem, formant equip amb Giovanni Scatturin i Gino Sopracordevole.